# Campionati del mondo juniores di atletica leggera 1990
I Campionati del mondo juniores di atletica leggera 1990 (3ª edizione), si sono svolti a Plovdiv, in Bulgaria dall'8 al 12 agosto. Le competizioni si sono tenute al Deveti Septemvri Stadium.

## Medagliati

### Uomini
| Specialità | Oro                                                                     | Prestazione | Argento                                                                                      | Prestazione | Bronzo                                                                      | Prestazione |
| Corse piane |                                                                         |             |                                                                                              |             |                                                                             |             |
| 100 m | Davidson Ezinwa                                                         | 10"17       | Jason Livingston                                                                             | 10"25       | Rodney Bridges                                                              | 10"37       |
| 200 m | Aleksandr Goremykin                                                     | 20"47       | Davidson Ezinwa                                                                              | 20"75       | James Stallworth                                                            | 20"81       |
| 400 m | Chris Nelloms                                                           | 45"43       | Rico Lieder                                                                                  | 46"83       | Mark Richardson                                                             | 46"33       |
| 800 m | Desta Asgedom                                                           | 1'46"35     | Jonah Birir                                                                                  | 1'46"61     | Norberto Téllez                                                             | 1'47"33     |
| 1.500 m | Moses Kiptanui                                                          | 3'38"32     | Alemayehu Roba                                                                               | 3'41"71     | Desta Asgedom                                                               | 3'43"38     |
| 5.000 m | Fita Bayisa                                                             | 13'42"59    | Abreham Assefa                                                                               | 13'44"63    | Francesco Bennici                                                           | 13'47"10    |
| 10.000 m | Richard Chelimo                                                         | 28'18"57    | Ismael Kirui                                                                                 | 28'40"77    | Juma Ninga                                                                  | 28'41"90    |
| 10.000 m marcia | Il'ja Markov                                                            | 39'55"52    | Alberto Cruz                                                                                 | 39'56"49    | Jefferson Pérez                                                             | 40'08"23    |
| Corse a ostacoli |                                                                         |             |                                                                                              |             |                                                                             |             |
| 110 hs | Antti Haapakoski                                                        | 13"74       | Alexis Sánchez                                                                               | 13"75       | Kyle Vander-Kuyp                                                            | 13"85       |
| 400 hs | Rohan Robinson                                                          | 49"73       | Yoshihiko Saito                                                                              | 49"99       | Aleksandr Belikov                                                           | 50"22       |
| 3.000 siepi | Matthew Birir                                                           | 8'31"02     | Francisco Munuera                                                                            | 8'41"03     | Simeon Rono                                                                 | 8'42"05     |
| Prove su strada |                                                                         |             |                                                                                              |             |                                                                             |             |
| 20 km | Cosmas Ndeti                                                            | 59'42"      | Juma Ninga                                                                                   | 1h00'30"    | Dagane Dabela                                                               | 1h01'02"    |
| Salti |                                                                         |             |                                                                                              |             |                                                                             |             |
| Salto in alto | Dragutin Topić                                                          | 2,37 m      | Tim Forsyth                                                                                  | 2,29 m      | Stevan Zorić                                                                | 2,26 m      |
| Salto con l'asta | Jean Galfione                                                           | 5,45 m      | Dmitriy Kurkulin                                                                             | 5,40 m      | Miroslav Dukov                                                              | 5,40 m      |
| Salto in lungo | James Stallworth                                                        | 8,12 m      | Dion Bentley                                                                                 | 8,05 m      | Kareem Streete-Thompson                                                     | 7,94 m      |
| Salto triplo | Sergej Bykov                                                            | 16,98 m     | Yoelbi Quesada                                                                               | 16,62 m     | Nikolay Raev                                                                | 16,22 m     |
| Lanci |                                                                         |             |                                                                                              |             |                                                                             |             |
| Getto del peso | Viktor Bulat                                                            | 19,21 m     | Xie Shengying                                                                                | 18,57 m     | Yuriy Ivanov                                                                | 18,13 m     |
| Lancio del disco | Ilian Iliev                                                             | 58,28 m     | Frank Bicet                                                                                  | 57,10 m     | Jan Engelmann                                                               | 56,82 m     |
| Lancio del giavellotto | Tommi Viskari                                                           | 73,88 m     | Dariusz Trafas                                                                               | 72,76 m     | Jarkko Heimonen                                                             | 72,30 m     |
| Lancio del martello | Andrey Debeliy                                                          | 70,60 m     | Savvas Saritzoglou                                                                           | 70,32 m     | Andrey Budykin                                                              | 69,36 m     |
| Prove multiple |                                                                         |             |                                                                                              |             |                                                                             |             |
| Decathlon | Eric Kaiser                                                             | 7.762 p.    | Jarkko Finni                                                                                 | 7.698 p.    | David Bigham                                                                | 7.488 p.    |
| Staffette |                                                                         |             |                                                                                              |             |                                                                             |             |
| Staffetta 4×100 m | Stati Uniti Chris Nelloms Rodney Bridges Reggie Harris James Stallworth | 39"13       | Unione Sovietica Sergejs Inšakovs Konstantin Gromadskiy Vitaliy Semyonov Aleksandr Goremykin | 39"58       | Nigeria Innocent Asonze Davidson Ezinwa Nnamdi Anusim Osmond Ezinwa         | 39"68       |
| Staffetta 4×400 m | Stati Uniti Derek Mills Marvin Samuels Reggie Harris Chris Nelloms      | 3'02"26     | Regno Unito David Grindley Adrian Patrick Craig Winrow Mark Richardson                       | 3'03"80     | Australia Matthew Burmeister Rohan Robinson Simon Hollingsworth Paul Greene | 3'05"51     |
| record mondiale; record mondiale stagionale; miglior prestazione mondiale under 20; miglior prestazione mondiale stagionale under 20; record africano; record asiatico; record europeo; record nord-centroamericano e caraibico; record sudamericano; record oceaniano; record dei campionati; record nazionale; record nazionale under 20; record personale; record personale stagionale. |                                                                         |             |                                                                                              |             |                                                                             |             |

### Donne
| Specialità | Oro                                                                      | Prestazione | Argento                                                             | Prestazione | Bronzo                                                               | Prestazione |
| Corse piane |                                                                          |             |                                                                     |             |                                                                      |             |
| 100 m | Andrea Philipp                                                           | 11"36       | Nikole Mitchell                                                     | 11"47       | Lucrécia Jardim                                                      | 11"52       |
| 200 m | Diane Smith                                                              | 23"10       | Zundra Feagin                                                       | 23"13       | Lucrécia Jardim                                                      | 23"26       |
| 400 m | Fatima Yusuf                                                             | 50"62       | Charity Opara                                                       | 51"28       | Manuela Derr                                                         | 51"95       |
| 800 m | Liu Li                                                                   | 2'03"65     | Magdalena Nedelcu                                                   | 2'04"52     | Aurica Rautu                                                         | 2'04"78     |
| 1.500 m | Qu Yunxia                                                                | 4'13"67     | Claudia Mirela Bortoi                                               | 4'14"19     | Malin Ewerlöf                                                        | 4'14"61     |
| 3.000 m | Simona Staicu                                                            | 9'09"57     | Liu Shixiang                                                        | 9'10"54     | Hatsumi Matsumoto                                                    | 9'11"92     |
| 10.000 m | Derartu Tulu                                                             | 32'56"26    | Rika Ota                                                            | 33'06"85    | Lydia Cheromei                                                       | 33'20"83    |
| 5.000 m marcia | Susana Feitor                                                            | 21'44"30    | Tatyana Shchastnaya                                                 | 22'28"74    | Simone Thust                                                         | 22'44"65    |
| Corse a ostacoli |                                                                          |             |                                                                     |             |                                                                      |             |
| 100 hs | Gillian Russell                                                          | 13"31       | Keri Maddox                                                         | 13"38       | Ilka Rönisch                                                         | 13"41       |
| 400 hs | Nelli Voronkova                                                          | 55"84       | Marjana Lužar                                                       | 56"74       | Omolade Akinremi                                                     | 56"97       |
| Salti |                                                                          |             |                                                                     |             |                                                                      |             |
| Salto in alto | Svetlana Lavrova                                                         | 1,91 m      | Katja Kilpi                                                         | 1,88 m      | Lea Haggett                                                          | 1,88 m      |
| Salto in lungo | Iva Prandzheva                                                           | 6,53 m      | Erica Johansson                                                     | 6,50 m      | Sandrine Hennart                                                     | 6,49 m      |
| Lanci |                                                                          |             |                                                                     |             |                                                                      |             |
| Getto del peso | Qiu Qiaoping                                                             | 18,20 m     | Li Xiaoyun                                                          | 17,74 m     | Heike Hopfer                                                         | 17,27 m     |
| Lancio del disco | Natalya Kaptyukh                                                         | 61,44 m     | Lisa-Marie Vizaniari                                                | 60,44 m     | Anja Gündler                                                         | 59,30 m     |
| Lancio del giavellotto | Tanja Damaske                                                            | 61,06 m     | Oksana Ovchinnikova                                                 | 57,26 m     | Mandy Liverton                                                       | 56,98 m     |
| Prove multiple |                                                                          |             |                                                                     |             |                                                                      |             |
| Eptathlon | Beatrice Mau                                                             | 6.166 p.    | Rita Ináncsi                                                        | 5.940 p.    | Joanne Henry                                                         | 5.728 p.    |
| Staffette |                                                                          |             |                                                                     |             |                                                                      |             |
| Staffetta 4×100 m | Giamaica Gillian Russell Revolie Campbell Merlene Frazer Nikole Mitchell | 43"82       | Regno Unito Annabel Soper Diane Smith Donna Fraser Katharine Merry  | 44"16       | Stati Uniti Monifa Taylor Tisha Prather Angela Burnham Zundra Feagin | 44"50       |
| Staffetta 4×400 m | Australia Sophie Scamps Renée Poetschka Kylie Hanigan Sue Andrews        | 3'30"38     | Giamaica Claudine Williams Winsome Cole Inez Turner Catherine Scott | 3'31"09     | Cuba Yojani Casanova Julia Duporty Odalmis Limonta Nancy McLeón      | 3'31"81     |
| record mondiale; record mondiale stagionale; miglior prestazione mondiale under 20; miglior prestazione mondiale stagionale under 20; record africano; record asiatico; record europeo; record nord-centroamericano e caraibico; record sudamericano; record oceaniano; record dei campionati; record nazionale; record nazionale under 20; record personale; record personale stagionale. |                                                                          |             |                                                                     |             |                                                                      |             |

## Medagliere
| Posizione | Paese            | Oro | Argento | Bronzo | Totale |
| --------- | ---------------- | --- | ------- | ------ | ------ |
| 1         | Unione Sovietica | 8   | 4       | 3      | 15     |
| 2         | Stati Uniti      | 4   | 2       | 3      | 9      |
| 3         | Kenya            | 4   | 2       | 2      | 8      |
| 4         | Cina             | 3   | 3       | 0      | 6      |
| 5         | Etiopia          | 3   | 2       | 2      | 7      |
| 6         | Germania Est     | 3   | 1       | 6      | 10     |
| 7         | Australia        | 2   | 2       | 2      | 6      |
| 7         | Nigeria          | 2   | 2       | 2      | 6      |
| 9         | Finlandia        | 2   | 2       | 1      | 5      |
| 10        | Giamaica         | 2   | 2       | 0      | 4      |
| 11        | Bulgaria         | 2   | 0       | 2      | 4      |
| 12        | Regno Unito      | 1   | 4       | 4      | 9      |
| 13        | Romania          | 1   | 2       | 1      | 4      |
| 14        | Jugoslavia       | 1   | 1       | 1      | 3      |
| 15        | Portogallo       | 1   | 0       | 2      | 3      |
| 16        | Francia          | 1   | 0       | 0      | 1      |
| 16        | Germania Ovest   | 1   | 0       | 0      | 1      |
| 18        | Cuba             | 0   | 3       | 2      | 5      |
| 19        | Giappone         | 0   | 2       | 1      | 3      |
| 20        | Svezia           | 0   | 1       | 1      | 2      |
| 20        | Tanzania         | 0   | 1       | 1      | 2      |
| 22        | Grecia           | 0   | 1       | 0      | 1      |
| 22        | Messico          | 0   | 1       | 0      | 1      |
| 22        | Polonia          | 0   | 1       | 0      | 1      |
| 22        | Spagna           | 0   | 1       | 0      | 1      |
| 22        | Ungheria         | 0   | 1       | 0      | 1      |
| 27        | Belgio           | 0   | 0       | 1      | 1      |
| 27        | Ecuador          | 0   | 0       | 1      | 1      |
| 27        | Isole Cayman     | 0   | 0       | 1      | 1      |
| 27        | Italia           | 0   | 0       | 1      | 1      |
| 27        | Nuova Zelanda    | 0   | 0       | 1      | 1      |
| Totale    | Totale           | 41  | 41      | 41     | 123    |